# Marcial Valladares Núñez
Marcial Valladares Núñez (Vilancosta, 14 de junio de 1821-id., 20 de mayo de 1903) fue un erudito, lexicógrafo, periodista y escritor español en lengua gallega. Es autor de la primera novela moderna en gallego, Maxina ou a filla espúrea. 

## Biografía
Nació en el seno de una familia acomodada. Cursó la carrera de Derecho en la Universidad de Santiago de Compostela, licenciándose en 1844, aunque se dedicó simultáneamente al periodismo, la política y la literatura. Se retiró en 1866 a su lugar natal para consagrarse a las letras. Abandonó también las actividades políticas, a las que había dedicado parte de sus energías durante algún tiempo y en el curso de las cuales llegó a ser diputado. A Valladares, fallecido en 1903, se le dedicó el Día de las Letras Gallegas de 1970.

## Obra
Como estudioso de la lengua, es autor de un diccionario gallego-castellano con 11 000 vocablos que recogió entre 1850 y 1884, al que incorporó como referencia 240 cántigas y 460 textos en prosa, en su mayoría literatura popular.
Como poeta, una de sus composiciones más sobresalientes lleva el título de «Soidades». Está escrita en endecasílabos de tipo sentimental. Aparecieron después «A fonte do Pico Sacro», de acento didáctico, en quintillas y «A castañeira en Santiago», monólogo de cierta calidad. De su autoría es también una serie de cantares de tipo popular, que tituló «Vilancosta».
Como novelista vino a ser, cronológicamente, el primer autor del Rexurdimento. En efecto, a él se le debe Maxina ou a filla espúrea, novela inicial de la narrativa en lengua gallega.